# جیسی عبدو
جسی عبدو (۱۷ فوریه ۱۹۸۸) - بازیگر و گوینده زن اهل لبنان است.

## حرفه
او متولد بیروت است و به فروش آب نبات در دوران کودکی می‌پرداخت. آغاز به کار عبدو در تلویزیون از طریق برنامه کمدی «بسمات الوطن (خندهای میهن)» در ۲۰۰۶ بود. شروع به درام او با تهیه‌کننده ایلی معلوف و در آثاری مانند: «الی یارا (به سوی یارا)»، «سکوت امراة (سکوت زن)» و «جود» بود و در کارهای تولیدی شرکت «مروی غروب» نظیر «باب ادریس»، «اوبیرج» و «دیو الغرام» شرکت کرد. در سال ۲۰۱۳ در برنامه دیو مشاهیر فصل ۳ در بی‌بی‌سی برای کمک به یکی از انجمنهای خیریه شرکت کردند. جایزه ای که او دریافت کرد ۱۲٬۵۰۰ دلار بود که به انجمن «کن هادی (آرام باش)» اهدا کرد. هدف این انجمن پیشگیری و آگاهی از خطرات تصادفات رانندگی است.

### زندگی خصوصی
او در سن ۱۷ سالگی با وجود مخالفت خانواده اش ازدواج کرد اما پس از دو سال از همسرش جدا شد و با وجود اینکه وی مسیحی است با جوانی مسلمان آشنا شد اما دیری نگذشت که دوست پسرش تصادف کرد و پس از هشت روز کما فوت شد.

## فعالیت‌های هنری

### در تلویزیون
- (۲۰۱۹): صانع الاحلام- سازنده رؤیاها
- (۲۰۱۸): سک علی اخواتک
- (۲۰۱۸): جیران ج۴ همسایگان ج ۴
- (۲۰۱۸): جولیا
- (۲۰۱۷): جیران ج۳
- (۲۰۱۷): جیران ج۳
- (۲۰۱۷): فخامة الشک (بزرگی شک)
- (۲۰۱۷): کارامل
- (۲۰۱۶): جریمة شغف[۷]
- (۲۰۱۵): سبعة-هفت
- (۲۰۱۵): بنت الشهبندر
- (۲۰۱۴): ثلاث بنات- سه دختر
- (۲۰۱۴): دوائر حب
- (۲۰۱۳): ابیرج
- (۲۰۱۲): حلوة و کذابة- خوشگل و دروغگو
- (۲۰۱۲): دیو الغرام
- (۲۰۱۱): الغالبون
- (۲۰۱۱): باب ادریس
- (۲۰۱۰): الی یارا
- (۲۰۰۹): سقوط امرأة سقوط یک زن
- (۲۰۰۹): جود

### در سینما
- (۲۰۱۸): کذبة بیضاء- دروغ سفید
- (۲۰۱۷): دانه کارامل
- (۲۰۱۳): حلوة کتیر و کذابه- بسیار خوشگل و دروغگو
- (۲۰۱۳): بی بی

### نمایشنامه
- (۲۰۱۵): بسمات وطن

### در نمایشهای تلویزیونی
- بسمات وطن
- کتیر سلبی شو- خیلی منفی‌نگر چرا